# ANOPS

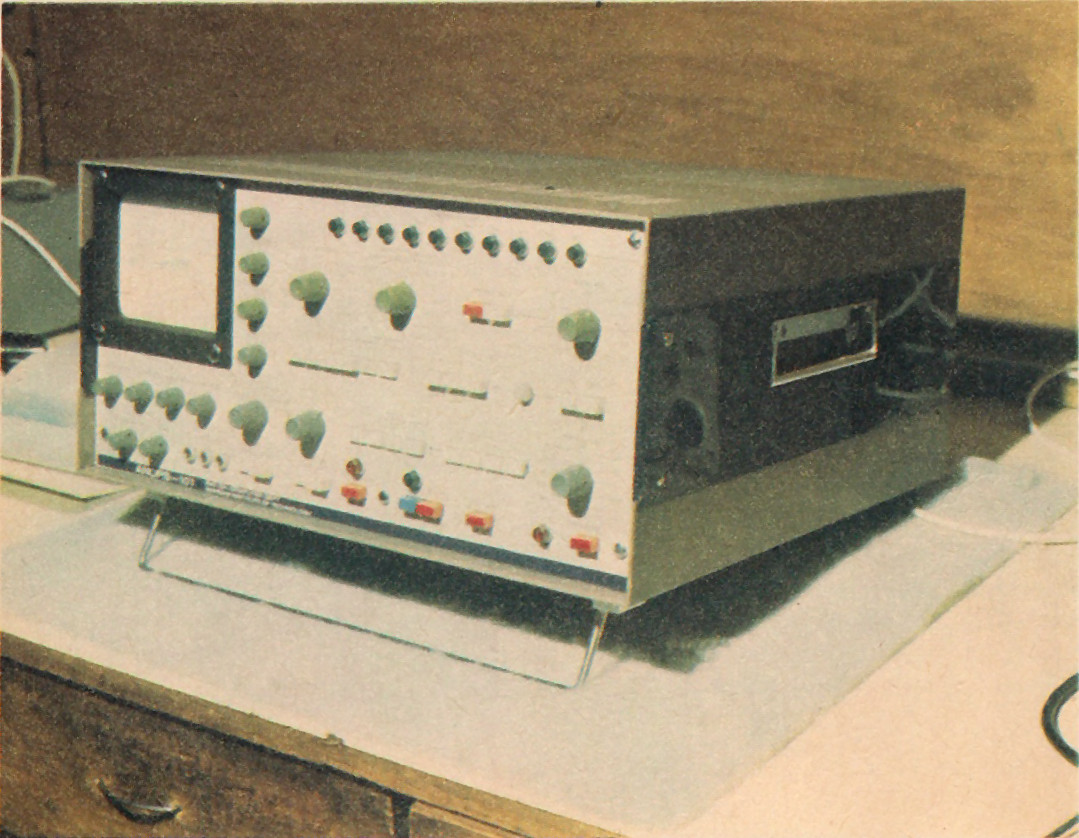
ANOPS 101

ANOPS (skrót od Analizator Okresowych Przebiegów Szumowych) – seria polskich, specjalizowanych komputerów przeznaczonych do wspomagania badań z dziedziny biomedycyny, konstruowanych na Wydziale Elektroniki w Zakładzie Doświadczalnym Instytutu Informatyki Politechniki Warszawskiej (obecnie Wydział Elektroniki i Technik Informacyjnych), współpracowano przy tym z Akademią Medyczną w Warszawie. Kierownikiem zespołu konstruującego te urządzenia był prof. Konrad Fiałkowski.
Powstało kilka modeli ANOPS, m.in. w 1966 ANOPS-1 oparty na lampach elektronowych, w 1971 ANOPS-10 oparty na tranzystorach i ANOPS-101 w 1975 oparty na układach scalonych. W latach 1967–1986 wyprodukowano łącznie 150 egzemplarzy tych urządzeń.

## Dane pierwszej wersji
- liczba kanałów: 4
- oporność wejściowa: 20 kΩ
- zakres pracy liniowej: ±3 V
- liniowość przetwornika analogowo-cyfrowego: 1%
- liczba adresów (punktów analizy, komórek): 256
- czas analizy: 1/32, 1/16....8 s
- opóźnienie między pobudzeniem a analizą: 1/64, 1/32...4 s
- liczba powtórzeń: 32, 64...2048
- wyjściowy impuls synchronizacyjny: +12 V 120 μs
- pojemność komórki pamięci: 17 bitów.